# 張明 (嘉靖進士)
張明（1496年—1555年），字元亮，號梅江，福建省建寧府浦城縣人，民籍，治《書經》。

## 生平
十一月二十五日生，行一，由國子生中式嘉靖元年（1522年）壬午科福建鄉試第四十九名舉人，年三十七歲中式嘉靖十一年（1532年）壬辰科會試一百六十六名，第二甲第三十九名進士。觀兵部政，授户部主事，督饷陕西、宣大，十四年十一月都御史王廷相疏改御史，因曾违逆堂官尚書减地租、增商额之命，仍原任管事，历官北户部郎中，陞湖廣武昌府知府，超陞江西右參政，崇祀鄉賢。

## 家族
曾祖張遵美；祖張允讓；父張廷昭；前母徐氏；母楊氏。慈侍下，妻陳氏，弟秀。子可大（府經歷）；可久（承差）；可立（儒官）；可宗（廩生）；可傳（增廣生）。